# Вольдерт
Вольдерт (нем. Woldert) — община в Германии, в земле Рейнланд-Пфальц. 
Входит в состав района Нойвид. Подчиняется управлению Пудербах.  Население составляет 596 человек (на 31 декабря 2010 года). Занимает площадь 5,03 км².
Коммуна подразделяется на 2 сельских округа.